# Güggisgrat
 (mars 2025).
Le Güggisgrat est un chaînon montagneux des Alpes uranaises, en Suisse. Il culmine au Burgfeldstand, à 2 063 m d'altitude.

## Géographie
Le Güggisgrat surplombe le Justistal (la vallée du Grönbach) au nord-ouest. Ses sommets principaux sont le Burgfeldstand (2 063 m), le Gemmenalphorn (2 061 m) et le Niederhorn (1 964 m), qui domine le lac de Thoune au sud.